# 氯硝西泮
氯硝西泮（Clonazepam），常見商品名「Klonopin」、「利福全」、「利平靜」，為一種苯二氮䓬类鎮定劑，常用於治療及預防癲癇發作、恐慌症，以及靜坐不能。本品可以口服，藥物會在服藥後1小時內作用，效果可維持6至12小時。
常見副作用包含嗜睡、協調不佳，及易怒，另也可能增加自殺的機會。長期使用可能導致個體對藥物產生耐受性及依賴性，停藥後則可能出現戒斷症。三分之一的用藥者的依賴性長達四周以上。妊娠期間用藥可能會傷害胎兒。本品會作用於於GABAA受體，增加GABA的效果。
氯硝西泮於1964年成功申請專利，並於1975年在美國上市，本品屬於通用名药物，在发展中国家每錠的批發價約在 0.01 至 0.07 美金之間，在美國則約為0.40美金。本品在許多地區被用做娛樂性藥物。

## 用量
- 催眠一般用2至4mg，睡前口服、或晨起口服，服後忌開車船飛機等或操作重機械等設備。
- 用于镇静和急性焦虑状态時，一般用1至2mg/次肌注。
- 用于癫痫发作時，可以1至2mg/次静注。

## 生理依赖
氯硝西泮属于中枢神经抑制剂，长于两周的服用会引发生理性的药物依赖。
戒断时有两种临床认可的方法，常见方法是转为服用地西泮过渡，逐渐递减停止。日服3毫克氯硝西泮的使用者，应分为120星期逐步戒断，每次降低阶度之间应等待3-4个星期。另一种是逐步降低氯硝西泮的服用剂量。
突然停止服用氯硝西泮可以导致苯二氮䓬类药物戒斷症候群的症状：
- 轻度症状：腹痛、肌肉酸痛、怕光、视力模糊、语言困难、感冒症状、失眠、噩梦、情绪不稳、心跳过速、高血压、丧失平衡、虚汗
- 严重症状：抑郁症、自杀倾向、人格失常、抽搐、幻觉、僵硬症（可能致命）、休克

骤停后，较严重的症状可以持续数个月到一年之久，才开始减轻。

## 注意事項
老年人对药物较敏感，应适当减少用量。副作用有共济失调等。

## 外部連結
- Carlos, Jean-Marc, The Treatment of Panic Disorder: Abstract and Introduction （页面存档备份，存于）
- Rx-List - Clonazepam
- Poisons Information Monograph - Clonazepam （页面存档备份，存于）
- FDA prescription insert （页面存档备份，存于）